# Estado de Darfur del Oeste
Darfur del Oeste (en árabe Gharb Darfur) es uno de los 18 estados de Sudán, y uno de los cinco que comprende la región de Darfur. Tiene un área de 79.460 km² y una población estimada de 1.308.225 (2008). Al-Junaynah es la capital del estado. Darfur del Oeste ha sido el lugar principal del conflicto de Darfur.